# 멜리사 드 수사
멜리사 드 수사(Melissa De Sousa, 1967년 9월 25일 ~ )는 미국의 배우, 텔레비전 배우, 영화배우이다.
뉴욕에서 태어났다.

## 영화
- 크루 (2014년)
- 더 베스트 맨 홀리데이 (2013년) - 셸비 역
- 애쉬즈 (2009년)
- 박쥐 2 - 휴먼 하베스트 (2007년)
- 론 클락 스토리 (2006년)
- 콘스텔레이션 (2005년)
- 바이커 보이즈 (2003년)
- 로렐 캐년 (2002년)
- 원 온 원 (2001년)
- 감금 (2000년)
- 미스 에이전트 (2000년)
- 라이드 (1998년)
- 리빙 싱글 (1993년)
- 못말리는 번디 가족 (1987년)